# Зноїле-при-Студенцу
Зноїле-при-Студенцу (словен. Znojile pri Studencu) — поселення в общині Севниця, Споднєпосавський регіон, Словенія. Висота над рівнем моря: 418,8 м.